# Loic Timmermans
Loic Timmermans (* 1995 Belgie) je belgický reprezentant ve sportovním lezení, juniorský vicemistr světa, juniorský vicemistr Evropy a vítěz Evropského poháru juniorů v lezení na obtížnost, na akademickém mistrovství světa získal bronz. Je také juniorským vicemistrem Evropy v boulderingu.

## Výkony a ocenění
- 2014: nominace na prestižní mezinárodní závody Rock Master v italském Arcu

### Závodní výsledky
| Arco Rock Master | Arco Rock Master |
| Rok              | 2014             |
| ---------------- | ---------------- |
| Obtížnost        | 7                |

| Mistrovství světa | Mistrovství světa | Mistrovství světa |
| Rok               | 2012              | 2016              |
| ----------------- | ----------------- | ----------------- |
| Obtížnost         | 37-40             | 13-14             |

| Světový pohár | Světový pohár | Světový pohár | Světový pohár              | Světový pohár             | Světový pohár          | Světový pohár          |
| Rok           | 2011          | 2012          | 2013                       | 2014                      | 2015                   | 2016                   |
| ------------- | ------------- | ------------- | -------------------------- | ------------------------- | ---------------------- | ---------------------- |
| Obtížnost     | x             | x             | 19                         | x                         | x                      | 19                     |
| jednotlivě*   | 34,32,23,     | 23,14,24,32,  | 19,19,-,16,, 18-20,22,-,15 | 15,23,18,24, 19,38,47,26, | 20,17,15,12, 16,10,24, | 35,11,37, 10,27,20,19, |
|               |               |               |                            |                           |                        |                        |
| Bouldering    | —             | —             | 0                          | —                         | —                      | —                      |
| jednotlivě*   | —             | —             | -,-,59-60, 53-54,-,-,-     | —                         | —                      | —                      |

- poznámka: nalevo jsou poslední závody v roce

| Akademické mistrovství světa | Akademické mistrovství světa |
| Rok                          | 2016                         |
| ---------------------------- | ---------------------------- |
| Obtížnost                    | 3                            |

| Mistrovství světa juniorů | Mistrovství světa juniorů | Mistrovství světa juniorů | Mistrovství světa juniorů |
| Rok                       | 2010 kat. B               | 2011 kat. A               | 2014 junioři              |
| ------------------------- | ------------------------- | ------------------------- | ------------------------- |
| Obtížnost                 | 2                         | 3                         | 2                         |

| Mistrovství Evropy juniorů | Mistrovství Evropy juniorů | Mistrovství Evropy juniorů |
| Rok                        | 2012 kat. A                | 2013 junioři               |
| -------------------------- | -------------------------- | -------------------------- |
| Obtížnost                  | 1                          | —                          |
| Bouldering                 | —                          | 2                          |

| Evropský pohár juniorů | Evropský pohár juniorů | Evropský pohár juniorů |
| Rok                    | 2011 kat. A            | 2012 kat. A            |
| ---------------------- | ---------------------- | ---------------------- |
| Obtížnost              | 1                      | 1                      |
| jednotlivě*            |                        |                        |

- poznámka: nalevo jsou poslední závody v roce